# Yang Lina (cineasta)
No confondre amb Yang Lina (xinès simplificat: 杨莉娜)(1994) futbolista professional xinesa.

Yang Lina (xinès simplificat: 杨荔钠) (Changchun 1972 - ). Actriu, ballarina, guionista i directora de cinema xinesa. Pionera en el gènere documental familiar.

## Biografia
Yang Lina de nom real Yang Tianyi (杨天乙), va néixer el 1972 a Changchun, província de Jilín a la Xina. Va estudiar dansa quan era adolescent i va treballar com a ballarina i presentadora de programes. Es va graduar al Departament d'Actuació de l'Escola de Cultura Militar de la Universitat de Defensa Nacional de l'Exèrcit Popular d'Alliberament El 1995 es va incorporar a la companyia teatral del Teatre de Repertori del Departament de Política General.

#### Carrera cinematogràfica
Va començar la seva feina com a documentalista independent l'any 1997. El seu primer treball del 1999, "Old Men" (老头), sobre la vida quotidiana i la soledat dels seus antics veïns, va ser aclamada per la crítica internacional i va rebre nombrosos premis, com el Yamagata International Documentary Film , DOK Leipzig Festival (Golden Pigeon), premi SCAM del Cinéma du Réel i Premi al International Documentary Film Festival Amsterdam.
A "Home Video" (家庭录像带) del 2001, explica la història i el trauma familiar de Yang. Desprès a "Ballem Junts" (一起). 跳舞) va filmar les histories de parelles de jubilats que es troben i s'enamoren a la pista de ball dels jardins del Temple del Cel de Pequin. El 2008 va tornar al seu barri per rodar (我的邻居说鬼子), on va entrevistar a persones grans sobre les seves impressions i records durant la segona guerra sino-japonesa. El 2009 va estrenar "Wild Grass" (野草), resultat del seguiment de nens d'un orfenat al nord de la Xina al llarg de 14 anys. Va ser una col·laboració amb el canal de televisió francoalemany ARTE.
El 2013 va filmar el primer llargmetratge "Loging of the Rain" que formaria part d'una trilogiía. La història és la d'una jove xinesa d'avui, jove de classe mitjana emergent sense problemes materials, però la vida de la qual es redueix a cuidar el seu únic fill i anar a comprar amb els seus amics. La seva frustració emocional i sexual i el seu buit existencial s'omplen de somnis en què se li apareix un magnífic amant, aparicions fantasmals que el converteixen en un ésser trencat entre el somni i la realitat, que els que l'envolten acaben sospitant que està posseït. La trilogia es va completar amb "Spring Tide" (2019) i "Song of Spring" (2022).
Com actriu l'any 2000 va protagonitzar la pel·lícula "Platform" (站台) dirigida per Jia Zhangke. El film que relata l'evolució d'un grup provincial de teatre i dansa des dels anys 70 fins a principis dels 90, on interpreta el paper del ballarí Zhong Ling (钟玲), qui, a la pel·lícula, interpreta balls espanyols.

## Filmografia destacada

#### Documentals
| Any  | Títol xinès    | Títol anglès                          |
| ---- | -------------- | ------------------------------------- |
| 1999 | 老头           | Old Men                               |
| 2001 | 家庭录像带     | Home Video                            |
| 2007 | 一起跳舞       | Let's Dance Together                  |
| 2008 | 老安           | The Love of Mr. An                    |
| 2008 | 我的邻居说鬼子 | My Neighbors and their Japanese Ghost |
| 2009 | 野草           | Wild Grass                            |
| 2020 | 少女与马       | Leap of Faith                         |

#### Llargmetratges
| Any  | Títol xinès | Títol anglès         |
| ---- | ----------- | -------------------- |
| 2013 | 春梦        | Longing for the Rain |
| 2019 | 春潮        | Spring Tide          |
| 2022 | 春歌        | Song of Spring       |